# Parc de vision

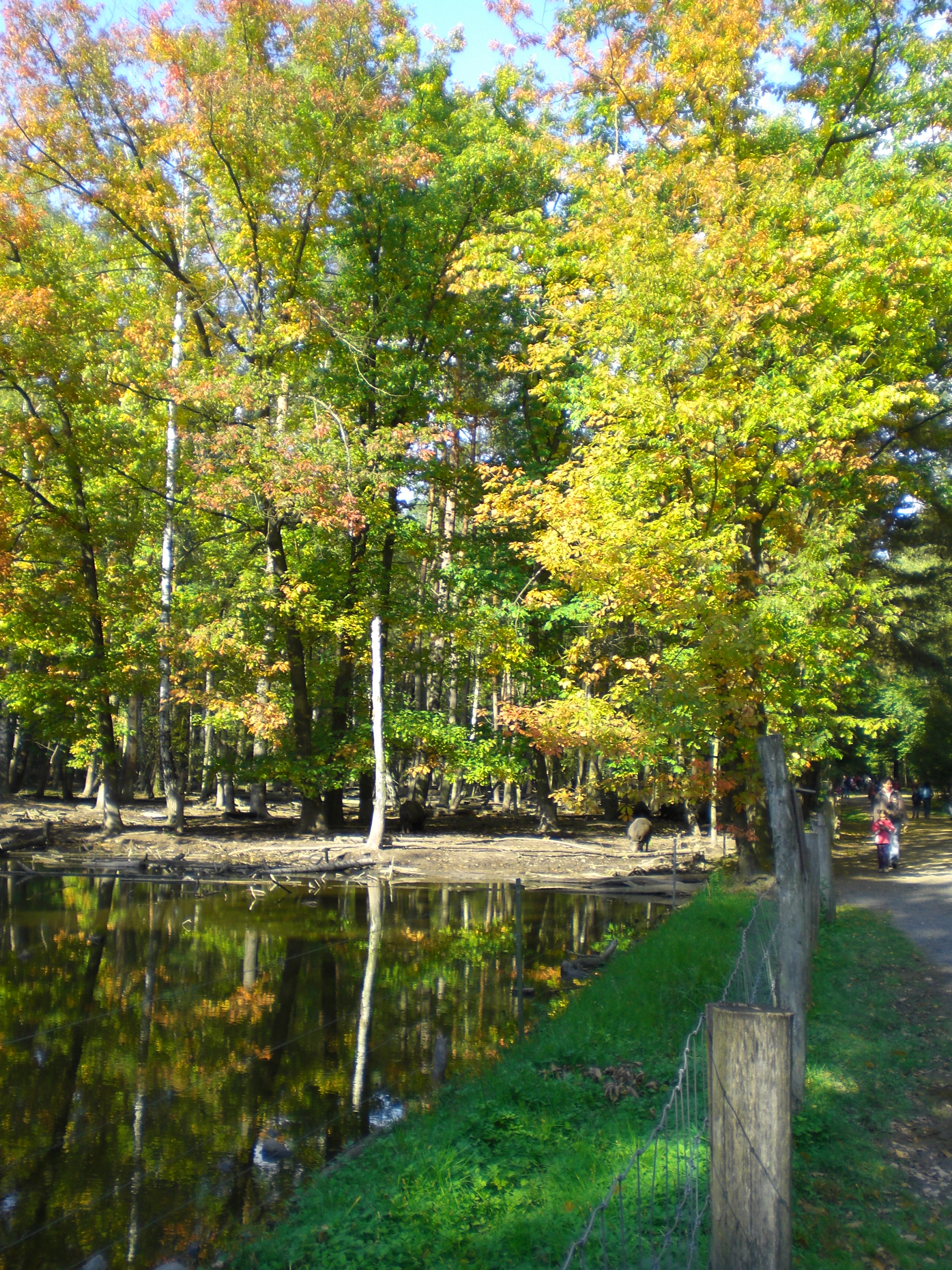
Allée des sangliers dans le parc animalier Alte Fasanerie à Hanau-Klein-Auheim (Allemagne).

Un parc de vision est un établissement (ou espace) zoologique présentant et élevant des animaux sauvages indigènes dans un milieu naturel et reconstitué.
Dans sa conception, l'accent est mis sur les ressemblances avec une réserve naturelle par le caractère naturel de son paysage et de sa végétation.
Son originalité est d’éviter toutes barrières artificielles (grillages, barreaux) et de laisser vivre les animaux sauvages dans un environnement aussi naturel que possible.
Dans un parc de vision, le public peut voir évoluer des bêtes libres et protégées.
Évidemment, la découverte des animaux est loin d’être aussi aisée dans ce type de parc qu’au zoo. Les bêtes, à l’état sauvage et habituées à la liberté totale, ne se laissent pas toujours approcher facilement, ni même d'ailleurs observer simplement. Les animaux sont actifs et se déplacent à l'aube et au crépuscule, à des horaires où le parc n'est pas forcément accessible à la visite.
Toutefois, afin que le public puisse avoir l’assurance de les voir à tout moment, certains animaux sont maintenus dans de vastes enclos aménagés avec des fossés de vision, des plates-formes surélevées et agencées en terrasses pour servir de point de vue, des affûts ou des miradors d’observation qui permettent aux visiteurs une observation directe des animaux, sans gêne visuelle par les clôtures.
En Europe, le parc de vision, ouvert été comme hiver, attire les nombreuses personnes intéressées par l’observation des animaux sauvages dans leur cadre de vie naturel, et notamment par la faune européenne souvent mal représentée dans les zoos classiques.
En France, le premier parc de vision a été le parc naturel Saint-Hubert de Boutissaint, créé en 1968 à Treigny dans le département de l’Yonne, sur un vaste domaine forestier de 400 hectares.